# Підчаший великий коронний
Підчаший великий коронний (пол. Podczaszy wielki koronny, лат. pocillator Regni) — уряд дворський Корони Королівства Польського Речі Посполитої.
До його компетенції належало завідування напоями під час свят королівського двору. Підчаший великий коронний подавав королеві чашу, скуштувавши сам спочатку напій, — цим мали нівелюватися потенційні спроби отруїти монарха. Він також подавав десерти, завідував дуже дорогими на той час спеціями.

## Деякі відомі підчаші великі коронні
- Кшиштоф Зборовський (1574–1576)
- Ян Остроруг (1576–1582)
- Ян Остроруг (з 1588 р.)
- Прокоп Сенявський
- Іван Данилович (1597)
- Адам Єронім Сенявський (з 1606 р.)
- Юрій Збаразький (1619—1631)
- Станіслав Любомирський (1620)
- Миколай Сенявський (з 1628 р.)
- Яків Собеський (1636–1638)
- Миколай Остророг (1638)
- Ян Станіслав Яблоновський (1638—1642)
- Ян Пйотр Опалінський (1651)
- Владислав Лещинський (1652)
- Ян Собіпан Замойський (з 1655 р.)
- Костянтин Яцек Любомирський ((1658–1663)
- Микола Данилович (1663–1675)
- Станіслав Лещинський (1697–1699)
- Северин Юзеф Жевуський (1726–1738)
- Фелікс Чацький (1756–1785)
- Міхал Чацький (1785–?)